# 西大輝
西 大輝（にし ひろき、2003年3月21日 - ）は、日本の男子バドミントン選手。

## 経歴

### 2023年、2024年
2023年9月のベトナム・オープンでは、決勝で世界ランク41位のタイペアを下して優勝した。2週間後の高雄マスターズでは、準決勝で同じタイペアを破り、決勝では世界ランク19位のデジャン・フェルディナンシャー / グロリア・エマニュエル・ウィジャヤを破って優勝した。
同年10月の全日本学生選手権（インカレ）では、木田悠斗とのペアで男子ダブルスに出場し決勝に進出するも、日本大学の小川航太 / 熊谷翔に敗れ準優勝となった。
2024年から、男子ダブルスで同い年の熊谷翔とペアを組む。

### 2025年
5月のランキングサーキット大会では、決勝で渡辺勇大 / 松友美佐紀という日本のレジェンド即席ペアをストレートで破って優勝した。
7月、混合ダブルスの相方である佐藤灯の引退により、事実上の解散となった。
7月のマカオ・オープンでは、1回戦で真龍 / 羅星昇を破る番狂わせを起こす。2回戦では、第2シードのサトウィクサイラジ・ランキレッディ / チラグ・シェッティに対して、21-10, 20-22, 16-21と、勝利まであと2点及ばずで惜敗した。